# Suburitō

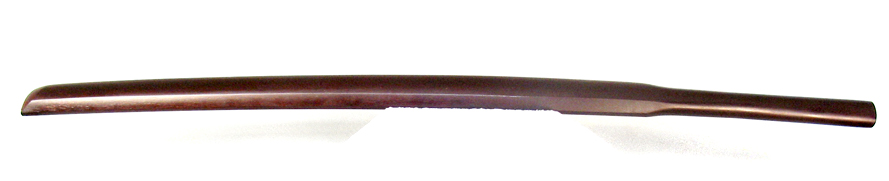
Một thanh suburito

Một thanh suburitō (素振り刀 (tố chấn đao)) là một loại bokken, một loại kiếm gỗ để luyện tập có xuất xứ từ Nhật Bản.

## Mô tả và sử dụng
Suburitō có phần lưỡi kiếm dày hơn nhiều so với phần tay cầm, làm cho suburitō nặng hơn nhiều so với một bokken. Suburitō được sử dụng để thực hành suburi (các bài tập vung kiếm) và kata (các bài tập được sắp xếp trước). Trọng lượng của suburitō được sử dụng để làm chắc chắn hơn và điều chỉnh thêm vào sự phát triển tinh thần. Suburitō cũng được sử dụng để hoàn thiện kỹ thuật cá nhân.
Một suburitō thường dài khoảng 115 cm (45 in), với khối lượng là 1 kg (2.2 lb). Tuy nhiên, những bokuto này có thể khác nhau về kích cỡ và trọng lượng. Suburitō thường không bao gồm một chắn kiếm.
Truyền thuyết kể rằng Miyamoto Musashi đã đẽo một thanh bokken giống như một thanh suburitō trên một chiếc mái chèo thuyền khi ông đi đến nơi diễn ra cuộc chiến nổi tiếng của mình với Sasaki Kojiro, người mà được cho là đã bị giết.